# Radziechów (miasto)
Radziechów (ukr. Радехів, Radechiw) – miasto na Ukrainie, w rejonie szeptyckim, do 2020 roku stolica rejonu radziechowskiego w obwodzie lwowskim. 9,6 tys. mieszkańców (szacunek na 2022).
Do 2024 w rejonie czerwonogrodzkim.
Znajduje tu się stacja kolejowa Radziechów, położona na linii Lwów – Kiwerce.

## Historia
Prawa miejskie miasto otrzymało w 1493, do 1772 roku znajdowało się w granicach Korony Królestwa Polskiego, od 1569 w składzie Rzeczypospolitej (województwo ruskie, ziemia lwowska).
Po pierwszym rozbiorze Polski (1772) wcielone do monarchii Habsburgów, następnie Cesarstwo Austrii. Pozostawało w jego składzie na terytorium kraju koronnego Galicji do upadku Austro-Węgier (1918). W latach 1772–1786 Radziechów należał do cyrkułu bełzkiego, a następnie do cyrkułu złoczowskiego. Od 1867 r. należał do powiatu Kamionka Strumiłowa.
26 czerwca 1862 r. w Radziechowie doszło do wielkiego pożaru w wyniku którego spłonęło 15 domów w Rynku.
Od 1 listopada 1918 do maja 1919 pod administracją Zachodnioukraińskiej Republiki Ludowej, od maja 1919 do 15 marca 1923 pod tymczasową administracją Polski, zatwierdzoną przez paryską konferencję pokojową 26 czerwca 1919. Suwerenność Polski nad terytorium Galicji Wschodniej Rada Ambasadorów uznała 15 marca 1923.
Od 15 marca 1923 do 16 sierpnia 1945 miasto powiatowe w województwie tarnopolskim w II Rzeczypospolitej. Po agresji ZSRR na Polskę 17 września 1939 pod okupacją Armii Czerwonej, anektowany przez ZSRR.
Po ataku III Rzeszy na ZSRR od czerwca 1941 do lipca 1944 pod okupacją Wehrmachtu, wcielony do Generalnego Gubernatorstwa w składzie Dystryktu Galicja. Od lipca 1944 do 16 sierpnia 1945 ponownie okupowany przez Armię Czerwoną.
Podczas okupacji hitlerowskiej, na początku 1942 roku Niemcy utworzyli getto dla żydowskich mieszkańców. Przebywało w nim około 3000 osób. Jesienią 1942 roku Niemcy ostatecznie zlikwidowali getto. Żydów wywieziono do obozu zagłady w Bełżcu oraz do getta w Sokalu. 
Po konferencji jałtańskiej (4–11 lutego 1945), wyłoniony w konsekwencji jej ustaleń Tymczasowy Rząd Jedności Narodowej podpisał 16 sierpnia 1945 umowę z ZSRR, uznając nieco zmodyfikowaną linię Curzona za wschodnią granicę Polski, w oparciu o porozumienie o granicy zawarte pomiędzy PKWN i rządem ZSRR 27 lipca 1944. W konsekwencji umowy województwo tarnopolskie (w tym Radziechów) włączono do Ukraińskiej Socjalistycznej Republiki Radzieckiej w składzie ZSRR, w której pozostawał do 1991.
Od 1991 na terytorium niepodległej Ukrainy.
Rada Miejska Radziechowa nadała honorowe obywatelstwo miasta Radziechowa Stepanowi Banderze.

## Ludzie związani z Radziechowem
- Michał Czuba – polski Sprawiedliwy wśród Narodów Świata
- Adam Gołębiowski – chirurg, urodzony w Radziechowie w 1914
- Kazimierz Władysław Kumaniecki – polski prawnik, myśliciel polityczny, specjalista w dziedzinie prawa administracyjnego, minister w rządach II Rzeczypospolitej, urodzony w Radziechowie w 1880
- Juliusz Ross – polski historyk sztuki, publicysta, popularyzator wiedzy o zabytkach sztuki regionu, urodzony w Radziechowie w 1920
- Marian Szumlakowski – polski dyplomata i działacz, urodzony w Radziechowie w 1893

### Sprawiedliwi wśród Narodów Świata(Polacy ratujący Żydów w Radziechowie)
- Zofia Frankowicz (po mężu Leider) - ukrywała rodzinę Leiderów, w tym Dawida, którego poślubiła po wojnie[7]
- Józefa Pawłucka[8]

- Celina Romańska[9]

## Zabytki
- Pałac w Radziechowie

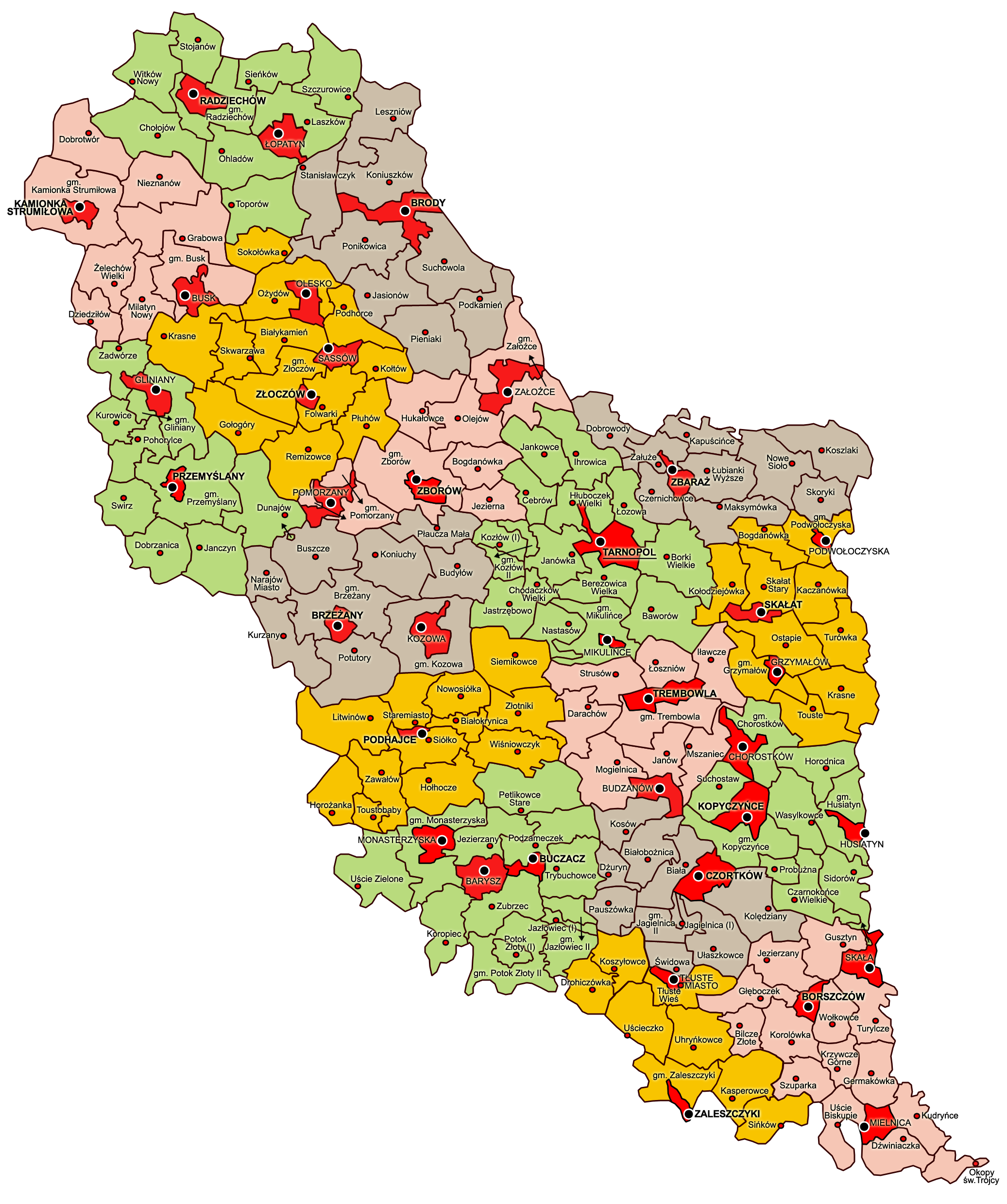
Położenie Radziechowa na mapie woj. tarnopolskiego do 1939 r.
Herb z czasów II Rzeczypospolitej
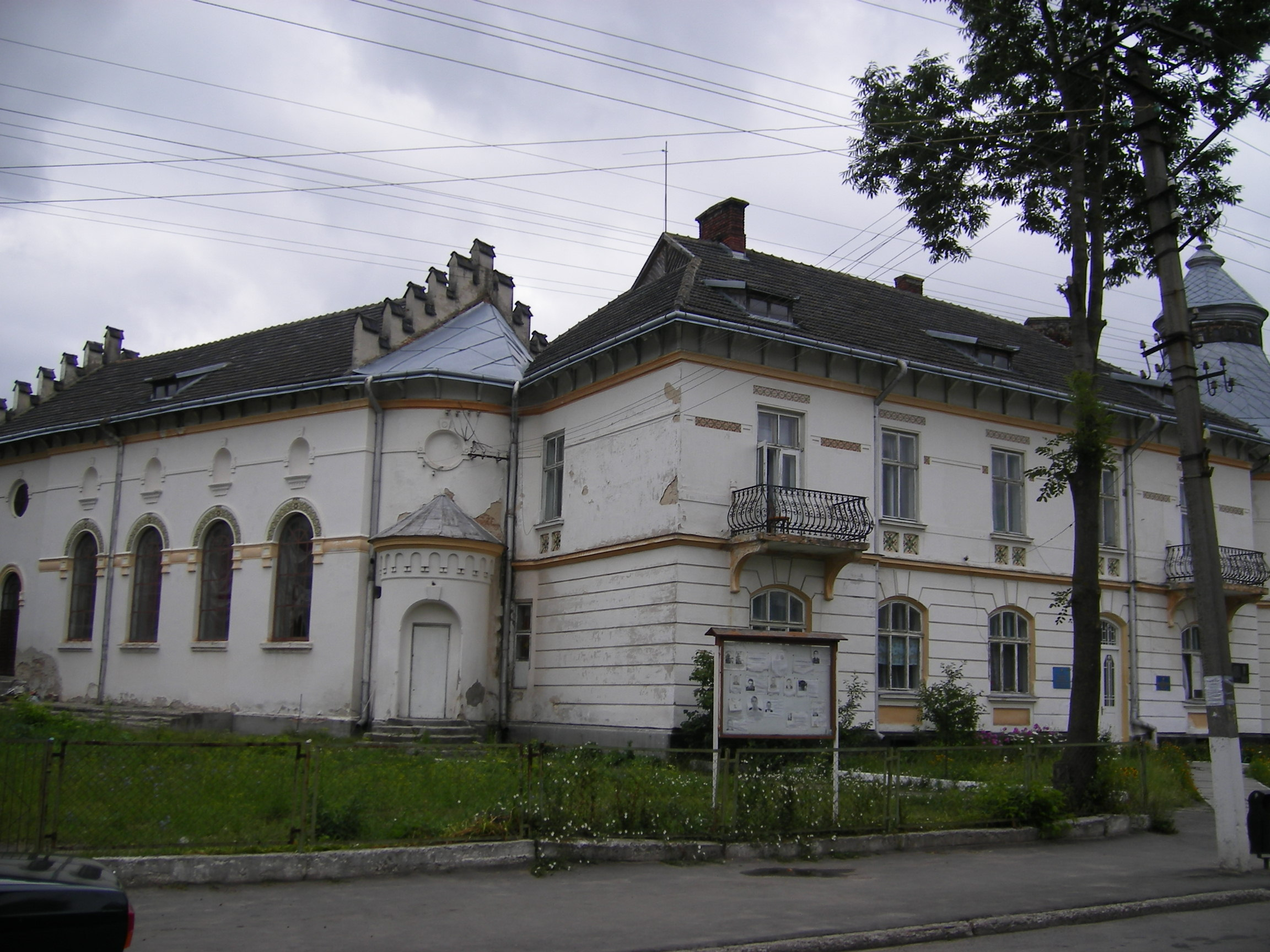
Fragment zabudowy Radziechowa